# Среда обитания
Среда обитания — совокупность конкретных абиотических и биотических условий, в которых обитает данная особь, популяция или вид; часть природы, окружающая живые организмы и оказывающая на них прямое или косвенное воздействие.
Из среды организмы получают всё необходимое для жизни и в неё же выделяют продукты обмена веществ. Термин часто считается синонимом окружающей среды. Среда каждого организма слагается из множества элементов неорганической и органической природы и элементов, привносимых человеком и его производственной деятельностью. При этом одни элементы могут быть частично или полностью безразличны организму, другие необходимы, а третьи вредны.

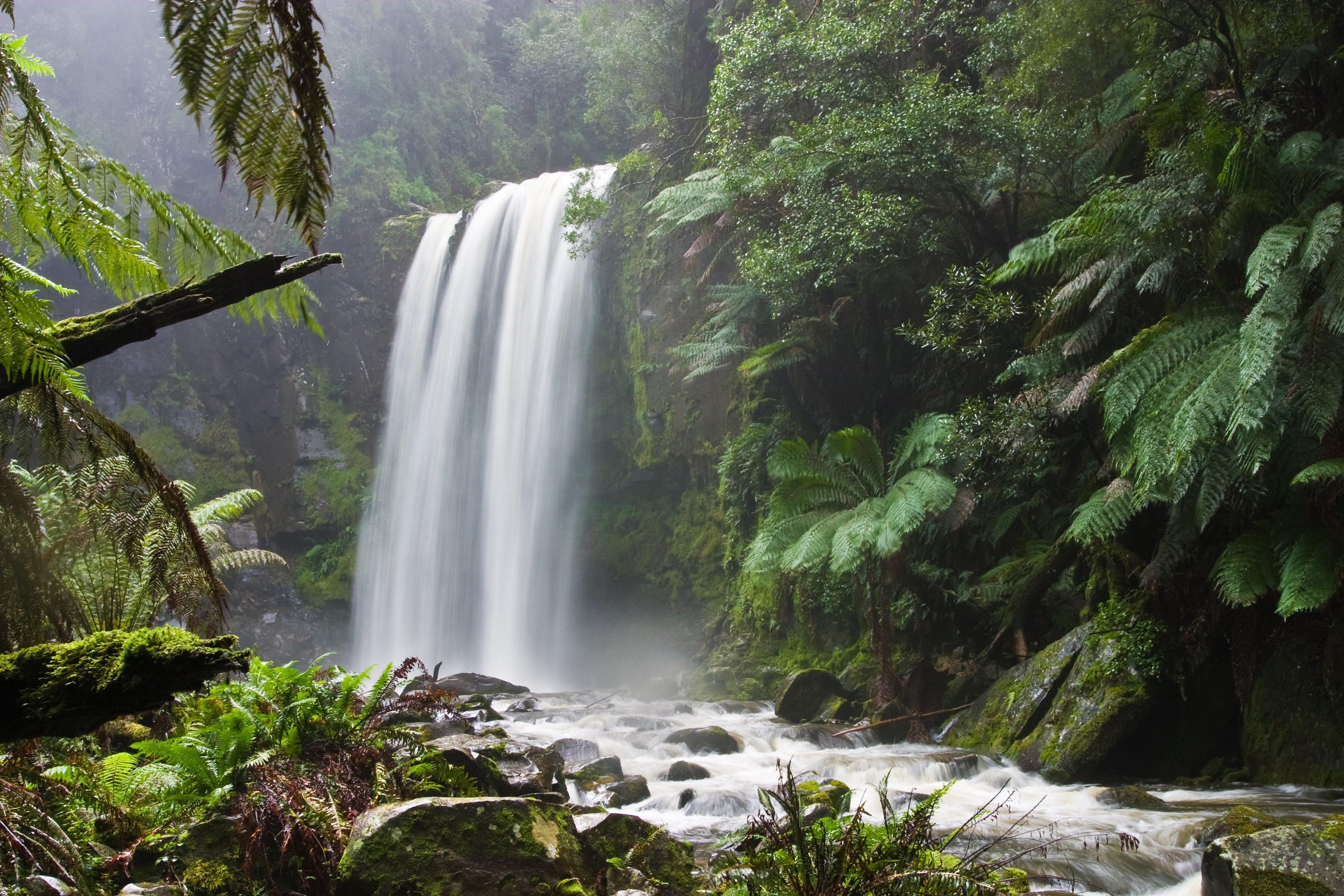
Нетронутая человеком среда обитания многих растений и животных

Различают естественную и искусственную (созданную человеком) среду обитания. Естественные среды обитания в основном делятся на наземно-воздушную, почвенную, водную и внутриорганизменную. Отдельные свойства и элементы среды, воздействующие на организмы, называют экологическими факторами. Все экологические факторы можно разделить на три большие группы:
- Абиотическая среда (факторы среды)[2] — комплекс условий неорганической среды, влияющих на организм. (Свет, температура, ветер, воздух, давление, влажность и т. д.) Например: накопление в почве токсичных веществ и химических элементов, пересыхание водоёмов во время засухи, увеличение продолжительности светового дня, интенсивное ультрафиолетовое излучение.
- Биотическая среда (факторы среды)[3] — совокупность влияний одних организмов на другие. Например: разрушение почвы кабанами и кротами, уменьшение численности белок в неурожайные годы.
- Антропогенные (антропические) факторы — все формы деятельности человеческого общества, изменяющие природу как среду обитания живых организмов или непосредственно влияющие на их жизнь. Выделение антропогенных факторов в отдельную группу обусловлено тем, что в настоящее время судьба растительного покрова Земли и всех ныне существующих видов организмов практически находится в руках человеческого общества.

Возможно также выделить следующие компоненты среды обитания: естественные тела среды обитания, гидросреду, воздушное пространство среды, антропогенные тела, поле излучений и тяготения среды.